# Pittosporaceae
Famille
Classification APG III (2009)
Les Pittosporaceae (ou Pittosporacées) est une famille de plantes à fleurs dicotylédones de l'ordre des Apiales. Elle comprend 200 espèces réparties en 9 à 11 genres. Ce sont des arbres, des arbustes ou des lianes, certains à huiles essentielles, à sève colorée, ou résineux, à feuilles persistantes des régions tempérées à tropicales de l'ancien monde (en particulier d'Australie).
La classification phylogénétique APG II (2003) situe cette famille dans l'ordre des Apiales.

## Étymologie
Le nom vient du genre Pittosporum lui-même créé en 1788 par Joseph Banks et Joseph Gärtner dans leur ouvrage De Fructibus et Seminibus Plantarum et tiré du grec "πίττα" (pitta, « poix ») et "σπορά" (sporá, « spore ») pour signifier qu'une résine poisseuse recouvre les graines.

## Liste des genres
Selon Angiosperm Phylogeny Website (16 octobre 2016) :
- genre Bentleya
- genre Billardiera
- genre Bursaria
- genre Cheiranthera
- genre Citriobatus
- genre Hymenosporum
- genre Pittosporum

Selon NCBI (16 octobre 2016) :
- genre Auranticarpa
- genre Bentleya
- genre Billardiera
- genre Bursaria
- genre Cheiranthera
- genre Hymenosporum
- genre Marianthus
- genre Pittosporum
- genre Rhytidosporum

Selon DELTA Angio (16 octobre 2016) :
- genre Bentleya
- genre Billardiera
- genre Bursaria
- genre Cheiranthera
- genre Citriobatus
- genre Hymenosporum
- genre Marianthus
- genre Pittosporum
- genre Pronaya
- genre Rhytidosporum
- genre Sollya

Selon ITIS (16 octobre 2016) :
- genre Billardiera Sm.
- genre Hymenosporum R. Br. ex F. Muell.
- genre Pittosporum Banks ex Soland.

## Liste des espèces
Selon NCBI (12 Jul 2010) :
- genre Auranticarpa
  - Auranticarpa edentata
  - Auranticarpa ilicifolia
  - Auranticarpa papyracea
- genre Bentleya
  - Bentleya spinescens
- genre Billardiera
  - Billardiera cymosa
  - Billardiera fraseri
  - Billardiera fusiformis
  - Billardiera heterophylla
  - Billardiera lehmanniana
  - Billardiera longiflora
  - Billardiera scandens
  - Billardiera variifolia
- genre Bursaria
  - Bursaria incana
  - Bursaria spinosa
  - Bursaria tenuifolia
- genre Cheiranthera
  - Cheiranthera linearis
- genre Hymenosporum
  - Hymenosporum flavum
- genre Marianthus
  - Marianthus bicolor
  - Marianthus ringens
- genre Pittosporum
  - Pittosporum angustifolium
  - Pittosporum arborescens
  - Pittosporum argentifolium
  - Pittosporum balfourii
  - Pittosporum bicolor
  - Pittosporum brackenridgei
  - Pittosporum bracteolatum
  - Pittosporum coccineum
  - Pittosporum confertiflorum
  - Pittosporum cornifolium
  - Pittosporum crassifolium
  - Pittosporum dallii
  - Pittosporum daphniphylloides
  - Pittosporum eugenioides
  - Pittosporum fairchildii
  - Pittosporum ferrugineum
  - Pittosporum flocculosum
  - Pittosporum gatopense
  - Pittosporum gayanum
  - Pittosporum glabratum
  - Pittosporum glabrum
  - Pittosporum halophilum
  - Pittosporum hosmeri
  - Pittosporum japonicum
  - Pittosporum kauaiense
  - Pittosporum koghiense
  - Pittosporum lancifolium
  - Pittosporum lanipetalum
  - Pittosporum ligustrifolium
  - Pittosporum moluccanum
  - Pittosporum multiflorum
  - Pittosporum oreillyanum
  - Pittosporum oreophilum
  - Pittosporum pentandrum
  - Pittosporum ralphii
  - Pittosporum ramiflorum
  - Pittosporum resiniferum
  - Pittosporum revolutum
  - Pittosporum rhytidocarpum
  - Pittosporum rigidum
  - Pittosporum rubiginosum
  - Pittosporum spinescens
  - Pittosporum suberosum
  - Pittosporum taitense
  - Pittosporum tenuifolium
  - Pittosporum terminalioides
  - Pittosporum tobira
  - Pittosporum trilobum
  - Pittosporum turneri
  - Pittosporum undulatum
  - Pittosporum venulosum
  - Pittosporum verrucosum
  - Pittosporum wingii
  - Pittosporum yunckeri
  - Pittosporum sp. 'Madagascar'
- genre Rhytidosporum
  - Rhytidosporum alpinum

## Honneur
L'astéroïde (9306) Pittosporum est nommé en référence aux Pittosporaceae.